# Марухян, Востаник Завенович
Востани́к Завенович Марухя́н (арм. Ոստանիկ Մարուխյան, 4 марта 1946, Ереван) — ректор Национального политехнического университета Армении (2006—2011, 2015—2021), армянский политический и общественный деятель, профессор.
- 1969 — окончил Ереванский политехнический институт. Инженер-теплоэнергетик. Кандидат технических наук, профессор. Действительный член инженерной академии Армении.
- 1969—1975 — был ассистентом кафедры теплоэлектростанций ЕрПИ, а в 1975—1987 — старший преподаватель.
- 1983—1987 — заместитель декана энергетического факультета ЕрПИ, в 1987—1997 — доцент кафедры теплоэнергетики государственного инженерного университета Армении, в 1987—1990 — декан.
- 1990—1992 — работал начальником управления ГИУА, в 1992—1993 — проректор по учебно-методической работе, в 1993—1999 — заместитель председателя по учебно-методической работе.
- 1999 — первый заместитель министра образования и науки, а в 1999—2003 — проректор по учебно-методической работе ГИУА. Ныне на общественных началах заведующий кафедрой инженерной защиты окружающей среды.
- 2003—2007 — избран депутатом парламента. Член постоянной комиссии по государственно-правовым вопросам. Член партии «АРФД».
- 2006—2011, 2015—2021 — ректор Национального политехнического университета Армении.